# Santurdejo
Santurdejo és un municipi de la Rioja, a la regió de la Rioja Alta. Limita al nord amb Santo Domingo de la Calzada, al sud amb Pazuengos, a l'est amb Manzanares de Rioja i a l'oest amb Ojacastro.

## Comunicacions
Pel municipi passa la carretera local LR-413 amb direcció a Pazuengos. Va existir una estació de ferrocarril, que atenia el trànsit de la línia de via estreta que unia Haro amb Ezcaray. El tren va circular des del 9 de juliol de 1916 fins al 16 de gener de 1964, quan va deixar de circular per falta de rendibilitat. El seu traçat és ara una via verda.